# Teatro Infanta Leonor (Jaén)
El Teatro Infanta Leonor es uno de los teatros de la ciudad de Jaén, España. Se trata de un espacio escénico con más de 5.000 metros cuadrados de superficie construida, un edificio contemporáneo que cuenta con una sala principal con aforo para 800 espectadores, y una sala de ensayo y música de cámara para 200. El edificio, obra del arquitecto José Manuel Pérez Muñoz, fue inaugurado el 11 de enero de 2008 por los entonces Príncipes de Asturias, Don Felipe y Doña Letizia.

## Arquitectura
Se trata de uno de los teatros más modernos y avanzados tecnológicamente de España integrado en la zona más antigua del casco histórico de Jaén. El edificio consta de una serie de volúmenes en los que se integran los restos de parte de la muralla de la antigua Puerta de Aceituno, revestidos con piedra blanca de Portugal, totalmente natural. En el interior, destaca por su caja escénica, que además de tener un tamaño especial, tiene movimiento gracias a un sistema tecnológico. 

## Usos
Está principalmente destinado como teatro de exhibición, con cien representaciones previstas de media anual, Pero también ha sido usado para zarzuelas, óperas, conciertos sinfónicos, danzas, y como centro de congresos y convenciones.

## Directores
- Carmen Pérez Miñano (2008-actualidad)